# برينت باتلر
برينت باتلر (بالإنجليزية: Brent Butler)‏ هو لاعب كرة قاعدة أمريكي، ولد في 11 فبراير 1978 في لورينبرغ في الولايات المتحدة.

## وصلات خارجية
- برينت باتلر على موقعبيزبول رفرنس.كوم (الدوري الرئيسي) (الإنجليزية)
- برينت باتلر على موقع مشجعي الرسوم البيانية (الإنجليزية)